# Las Maitas
Las Maitas está ubicado en la comuna de Arica, Provincia de Arica, formando parte de la Región de Arica y Parinacota.
El territorio maiteño, se encuentra en el valle de Azapa, bordeando el río San José al suroeste de San Miguel de Azapa.
Además de ser un sector con productividad agrícola, dónde se da principalmente el tomate, pepinos,  choclo y aceitunas, entre otras; Las Maitas cuenta con una riqueza histórica, arqueológica y patrimonial. Por mucho tiempo llevó el título de "poblado capital" del Valle de Azapa, albergando el retén de carabineros y la escuela más antigua del Valle, entre otras edificaciones.
En los alrededores se encuentran los últimos "bosques" de olivos centenarios de Azapa, especie de olivos traídos desde Sevilla, España, hace más de 400 años. Bordeando los cerros, se encuentran los restos del pucará de San Lorenzo, sitio arqueológico y única aldea habitacional prehispánica que se erigió en los valles costeros de Arica. Se accede por el camino rural, ruta A137.
Actualmente Las Maitas cuenta con agua potable rural (APR), una extensión del establecimiento educacional Liceo Agrícola José Abelardo Núñez Murua de San Miguel de Azapa, la sala cuna y jardín infantil intercultural "Inti Jalsu", vivero de la Conaf, restaurante, negocios varios y el primer espacio cultural rural gratuito del Valle de Azapa, La Paskana.

## Demografía
| Coordenadas                                 | Localidad  | Categoría | Población (censo 2002) | Población masculina | Población femenina | Viviendas (censo 2002) |
| ------------------------------------------- | ---------- | --------- | ---------------------- | ------------------- | ------------------ | ---------------------- |
| 18°31′5″S 70°11′42″O / -18.51806, -70.19500 | Las Maitas | Caserío   | 60                     | 30                  | 30                 | 26                     |